# Carpha nitens
Carpha nitens är en halvgräsart som först beskrevs av Carl Sigismund Kunth, och fick sitt nu gällande namn av Georg Kükenthal. Carpha nitens ingår i släktet Carpha och familjen halvgräs.
Artens utbredningsområde är Mauritius. Inga underarter finns listade i Catalogue of Life.